# Yama
yama是一名日本歌手，為MASTERSIX FOUNDATION（SME Records）所屬。

## 作品

### 专辑
- The meaning of life （2021年9月1日）
- Versus the night （2022年8月31日）
- awake&build （2024年1月24日）

## 外部連結
- 官方网站
- yama （页面存档备份，存于） - Sony Music
- Yama的X（前Twitter）
- yama的Instagram帳戶
- YouTube上的yama頻道